# Старретт, Джек
Клод Эннис «Джек» Старретт (англ. Jack Starrett; 2 ноября 1936[…], Рефухио, Техас — 27 марта 1989, Шерман-Окс, Калифорния) — американский актёр и режиссёр. Известен по роли Артура Галта в фильме «Рэмбо: Первая кровь» (1982).

## Биография
Родился 2 ноября 1936 года. Прежде чем начать кинокарьеру работал на техасских нефтяных месторождениях. В 1969 году дебютировал в качестве режиссёра, сняв фильм Run, Angel, Run! Картины Старретта высоко ценит Квентин Тарантино, музыка из них использована в фильмах «Доказательство смерти» и «Бесславные ублюдки». По словам самого Тарантино, если Ричард Раш — король «байкерских» фильмов, то Старретт — наследный принц.
Умер 27 марта 1989 года от печёночной недостаточности.

## Семья
Жена — Валери Старретт (род. 1934), дочь — Дженнифер Старретт (род. 1961). Обе они актрисы.

## Избранная фильмография

### Актёр
| Год  |   | Русское название      | Оригинальное название  | Роль               |
| ---- | - | --------------------- | ---------------------- | ------------------ |
| 1967 | ф | Ангелы ада на колёсах | Hells Angels On Wheels | сержант Бингем     |
| 1968 | ф | Ангелы ада            | Angels from Hell       | Бингем             |
| 1974 | ф | Сверкающие сёдла      | Blazing Saddles        | Гэбби Джонсон      |
| 1982 | ф | Рэмбо: Первая кровь   | First Blood            | сержант Артур Галт |
| 1984 | ф | Река                  | The River              | Свик               |

### Режиссёр
| Год  |   | Русское название              | Оригинальное название            | Роль |
| ---- | - | ----------------------------- | -------------------------------- | ---- |
| 1969 | ф | Беги, ангел, беги!            | Run, Angel, Run!                 |      |
| 1970 | ф | Вьетнамские ангелы            | Nam’s Angels                     |      |
| 1970 | ф | Кровавые слезы апачей         | Cry Blood, Apache                |      |
| 1972 | ф | Странная месть Розали         | The Strange Vengeance of Rosalie |      |
| 1972 | ф | Бойня                         | Slaughter                        |      |
| 1973 | ф | Клеопатра Джонс               | Cleopatra Jones                  |      |
| 1974 | ф | Кормушки                      | The Gravy Train                  |      |
| 1975 | ф | Гонки с дьяволом              | Race With The Devil              |      |
| 1976 | ф | В маленьком техасском городке | A Small Town in Texas            |      |
| 1976 | ф | Человек из Голливуда          | Hollywood Man                    |      |
| 1977 | ф | Широко шагая 3                | Walking Tall: Final Chapter      |      |